# Endomitose
Endomitose é um processo de duplicação cromossômica dentro da membrana nuclear intacta. Não ocorre telófase nem citocinese, tendo como resultado uma única célula, com o dobro dos cromossomas.